# 基欽嶺
基欽嶺（英語：Kitching Ridge）是南極洲的山嶺，位於杜費克海岸，處於沙克爾頓冰川西岸，屬於毛德王后山脈的一部分，以古生物學家命名，現時由南極條約體系管理。

## 外部連結
. . United States Geological Survey.   [2013-05-08].
85°12′S 177°6′W / 85.200°S 177.100°W